# Phyllacanthus imperialis
A Phyllacanthus imperialis a tengerisünök (Echinoidea) osztályának Cidaroida rendjébe, ezen belül a Cidaridae családjába tartozó faj.

## Előfordulása
A Phyllacanthus imperialis előfordulási területe Dél-Afrika keleti részétől Új-Kaledóniáig tart, beleértve a közbeeső: Ázsia déli partividékét, Ausztrália északi vonalát, valamint az indonéz- és a Fülöp-szigeteket is. Elterjedésének legészakibb határát Japán déli szigetei alkotják. A Vörös-tengerben is jelen van; innen származik a típuspéldánya.

## Életmódja
Tengeri élőlény. A Pseudanthessius implanus és a Pseudanthessius procurrens nevű evezőlábú rákok élősködnek ezen a tengerisünfajon.

## Képek

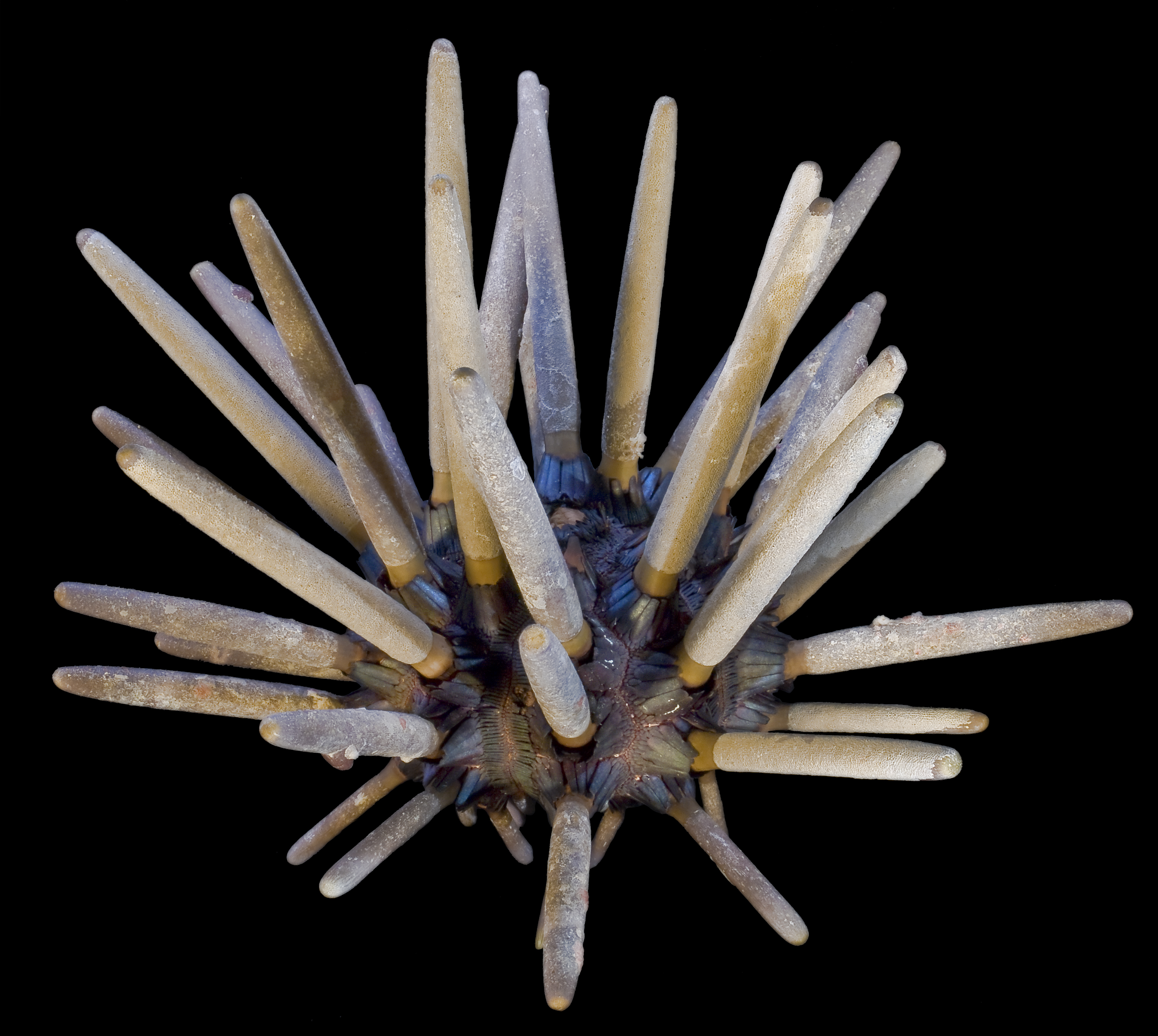
A háti része,
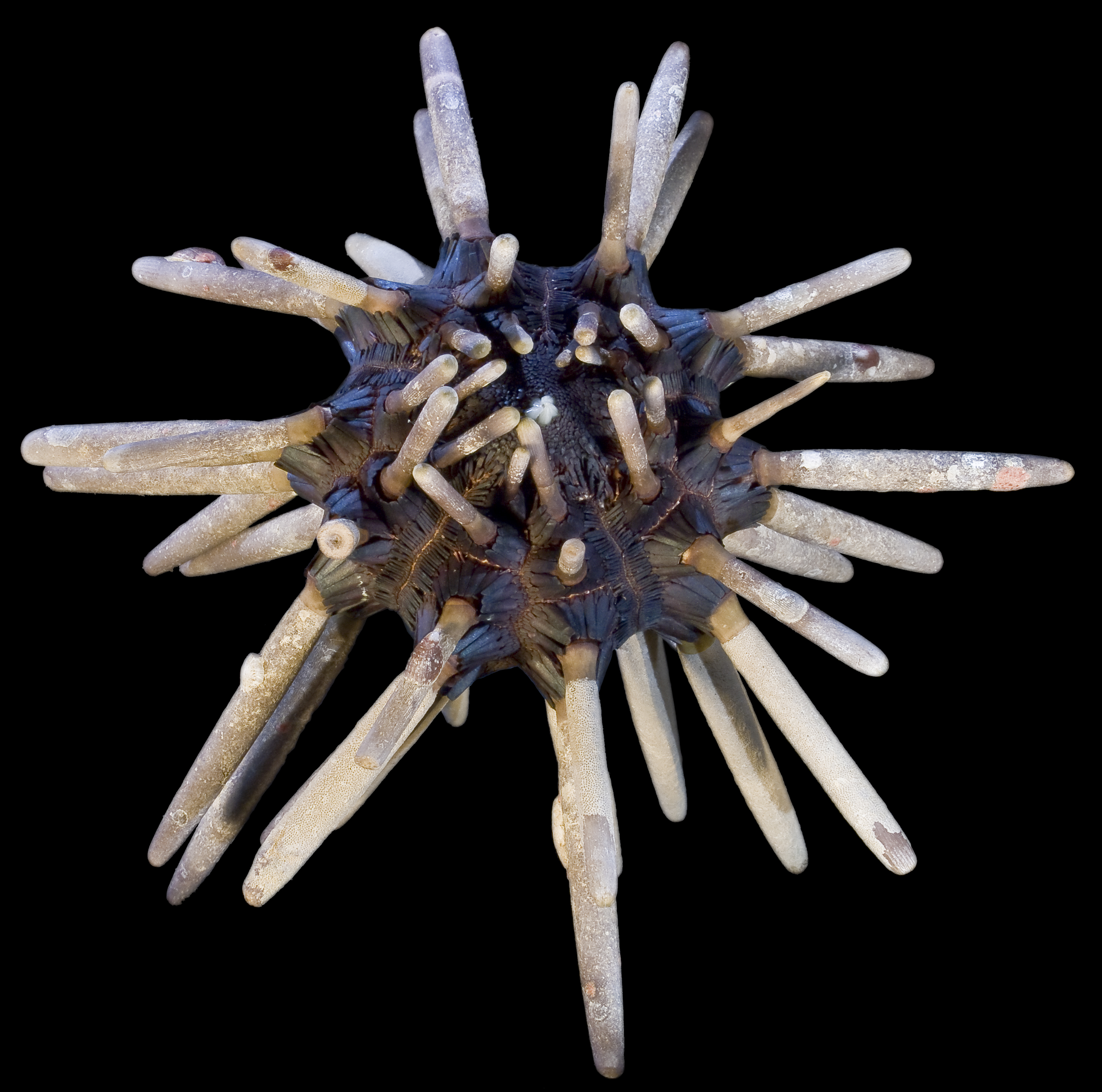
a hasi része
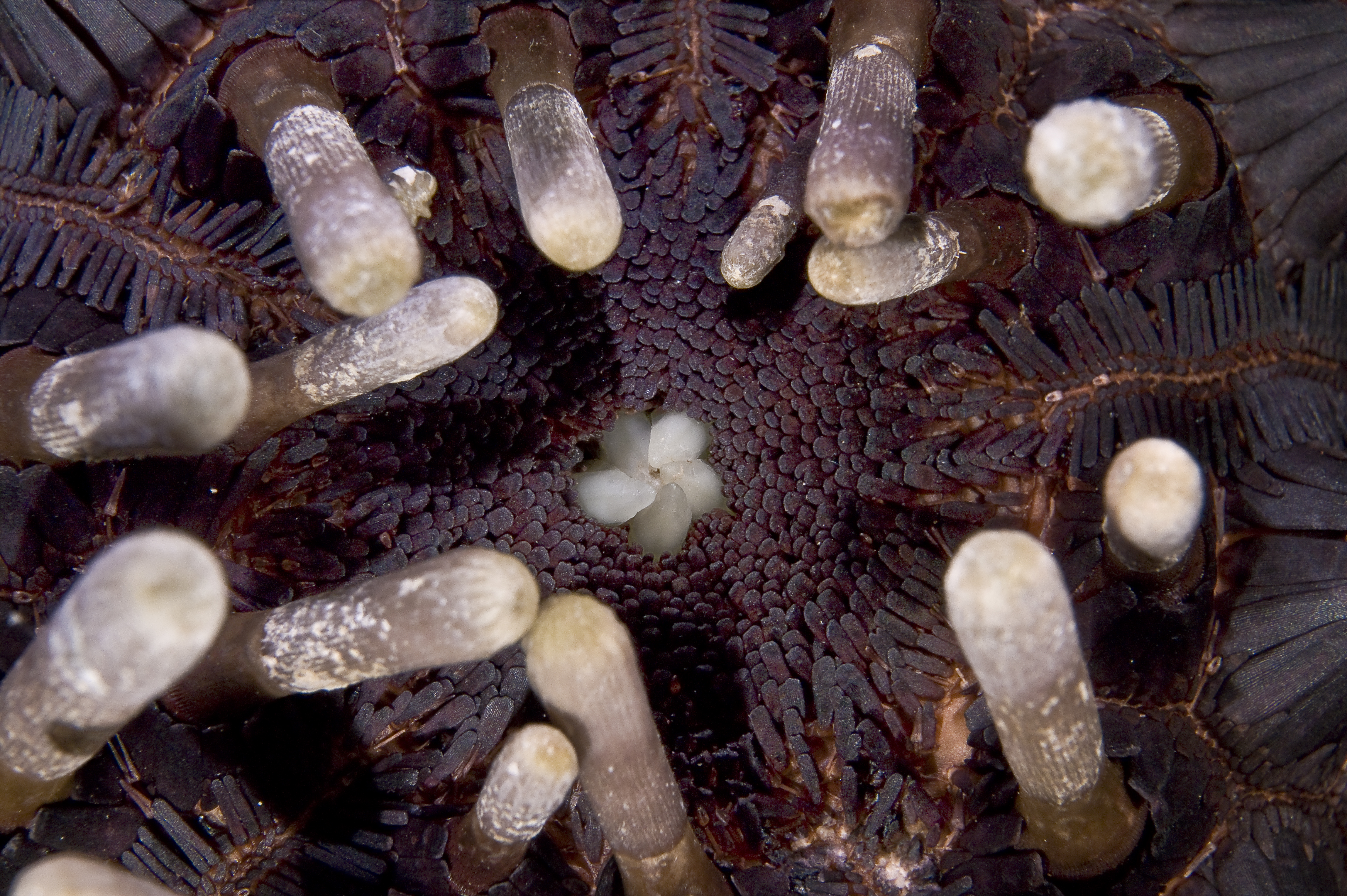
és a szájának tájéka
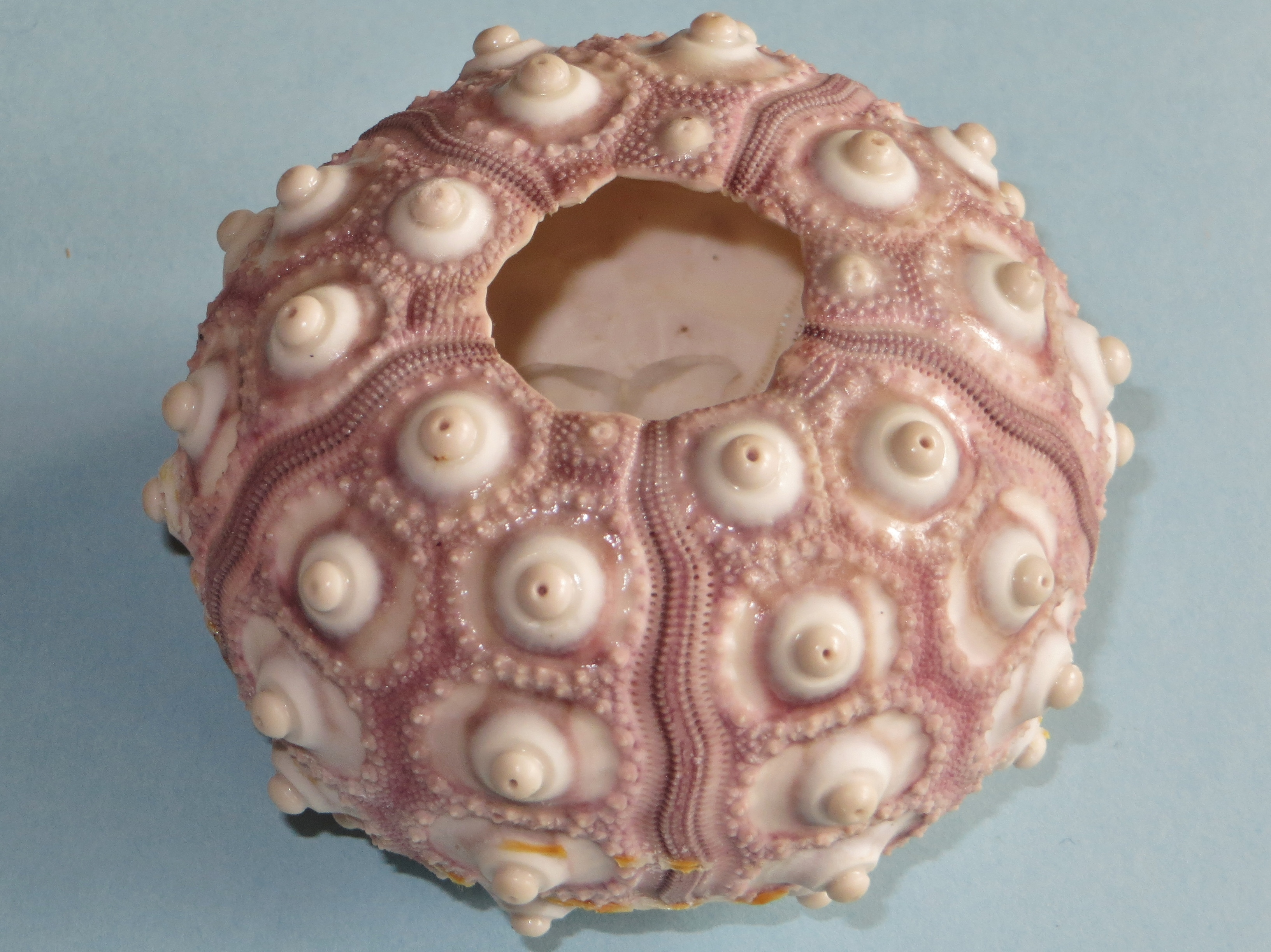
Szárított, tüske nélküli példány